# Izumiranje Perm-Trijas
Izumiranje Perm–Trijas (P–Tr izumiranje), poznato i kao Veliko izumiranje, bilo je masovno izumiranje koje se dogodilo prije 252,28 milijuna godina, čime tvori granicu gdje geološkog razdoblja Perm prelazi u Trijas, kao i granicu gdje Paleozoik prelazi u Mezozoik. To je najveće poznato izumiranje u povijesti Zemlje, u kojem je i do 96% svih tadašnjih morskih vrsta i oko 70% kopnenih vrsta kralješnjaka izumrlo. To je također jedino poznato masovno izumiranje kukaca. Nekih 57% svih porodica i 83% svih rodova je nestalo. Zbog toga što je nestala tako velika količina bioraznolikosti, oporavak života na planetu je potrajao znatno duže od bilo kojeg drugog masovnog izumiranja, prema nekom procjenama i do 10 milijuna godina.
Istraživači su predložili da je bilo sveukupno između jedne do tri razdoblja tog izumiranja. Postoje neki predloženi mehanizmi za objašnjenje ovog izumiranja: najranija faza bila je vjerojatno promjena u okolišu, dok je kasnija faza bila zbog nekog katastrofalnog događaja, kao što su pad meteora ili kometa, pojačana  vulkanska aktivnost, eksplozije ugljena/plina iz sibirskih trapa, i iznenadno ispuštanje  metanovog klatrata iz mora; postepene promjene razine svjetskih mora, anoksija ili promjena u oceanskoj cirkulaciji uzrokovana klimatskim promjenama.

## Datiranje izumiranja
Do 2000., smatralo se da su stijene koje obuhvaćaju granicu između Perma i Trijasa prerijetke da bi se neosporno detaljno utvrdila. Istraživanje datiranja uranom cirkona iz stjenovitih sekvenci na nekoliko lokacija u južnoj Kini dovela su do zaključka da se izumiranje dogodilo prije 252,28 ± 0,08  milijuna godina; dok je ranije istraživanje kraj Meishana u okrugu Changxinga provincije Zhejianga, također u Kini došlo do zaključka da se izumiranje dogodilo prije 251,4 ± 0.3  milijuna godina, uz nekoliko manjih izumiranja i nakon tog razdoblja. Veliko (otprilike 9‰), iznenadno globalno smanjivanje omjera ugljika C13 naprema C12, se poklapa s izumiranjem, te se katkad upotrebljava radi identificiranja granice između Perma i Trijasa u stijenama koje nisu podobne za radiološko datiranje. Dokazi upućuju na promjenu okoliša te povećanje temperature za 8 °C, kao i na povećanje razine CO2 na 2000 čestica po kubičnom metru (usporedbe radi, koncentracija C02 prije industrijske revolucije je bila 280 čestica po kubičnom metru (čpm); dok je 2010. ta koncentracija bila 388, dakle viša za 108 čpm. Postoje i dokazi za povećano ultraljubičasto zračenje po površini Zemlje koja je dovela do mutacije biljaka.
Došlo je i do drastičnog povećanja gljiva u tom razdoblju, vjerojatno zbog istodobnog povećanja mrtvih biljaka i životinja kojima su se gljive hranile Drugi smatraju da je povećanje gljiva bio ponavljajući fenomen kojeg je stvorio ekosustav nakon izumiranja u ranom Trijasu, dok su drugi kritizirali tu teoriju; između ostalog i zato što to povećanje gljiva nije bilo globalno; te na mnogim mjestima nije palo unutar razdoblja granice Perma i Trijasa. Neke su alge i krivo identificirane kao spore gljiva.
Neizvesnost postoji u pogledu trajanja celokupnog istrebljenja i o vremenu i trajanju istrebljenja različitih grupa u okviru šireg procesa. Neki dokazi ukazuju da je bilo više faza izumiranja ili da je celokupno izumiranje trajalo i do nekoliko milijuna godina, a zadnjih milijun godina u Permu je to izumiranje bilo najizraženije. Nedavna istraživanja pokazuju da su različite grupe izumrle u različitim vremenima; na primer, izumiranja ostrakoda i brahiopoda su razdvojene između 0,72 i 1,22 miljuna godina Prema nekim fosilnim ostacima, smanjivanje životinjskih vrsta je koncentirsano u razdoblju između 10 i 60 tisuća godina, dok je biljkama trebalo i nekoliko stotina tisuća godina da pokažu puni učinak te katastrofe. Jedna starija teorija, koju neki i danas podržavaju, navodi da je bilo dva ili tri velika izumiranja međusobno odvojena oko 5 milijuna godina, te da je zadnje izumiranje ubilo oko 80% svih tadašnjih morskih vrsta dok su se drugi gubici dogodili tijekom prve faze ili u intervalu između njih. Primjerice, sve izuzev jednog roda dinocephalia je izumrlo na kraju Perma.

## Obrasci izumiranja
| Morska izumiranja                | Izumiranje rodova | Bilješke                                                               |
| Morski beskralježnjaci           |                   |                                                                        |
| Foraminifera                     | 97%               | Fusulinidi su izumrli, ali su bili i pred izumiranjem prije katastrofe |
| Radiolarije (plankton)           | 99%               |                                                                        |
| Moruzgve, koralji, itd.          | 96%               | Razne vrste koralja je izumrlo                                         |
| Mahovnjaci                       | 79%               |                                                                        |
| Ramenonošci                      | 96%               |                                                                        |
| Školjke                          | 59%               |                                                                        |
| Puževi                           | 98%               |                                                                        |
| Amoniti                          | 97%               |                                                                        |
| Morski krinovi                   | 98%               | Skoro su svi izumrli                                                   |
| Blastoidi (bodljikaši)           | 100%              | Možda su izumrli i prije prelaska Perma u Trijas                       |
| Trilobiti                        | 100%              | U opadanju od Devona; samo dva roda je živjelo prije izumiranja        |
| Euripteridi ("morski škorpioni") | 100%              | Možda su izumrli i prije prelaska Perma u Trijas                       |
| Ostrakodi (mali rakovi)          | 59%               |                                                                        |
| Ribe                             |                   |                                                                        |
| Bodljikavi morski psi            | 100%              | U opadanju od Devona, imale samo jednu živu porodicu                   |

### Morski organizmi
Morski beskralježnjaci su pretrpjeli najveće gubitke prilikom P–Tr izumiranja. Prema nalazima na jugu Kine, 286 od 329 rodova morskih beskralježnjaka je nestalo tijekom zadnje dvije zone taloga koje sadrže konodonte iz Perma.
Statistička analiza morskih gubitaka na kraju Perma sugerira da je uzrok smanjivanja raznolikosti povećanje izumiranja, a ne smanjivanje nastanka novih vrsta. Izumiranje je primarno pogađalo organizme s kosturima od kalcijevog karbonata, pogotovo one koje su se oslanjale na razine CO2 kako bi stvorile kosture.
Stopa izumiranja morskih organizama je bila katastrofalna. Preživjeli morski beskralježnjaci uključuju brahiopode koji su opadali u brojevima od P–Tr izumiranja; amoniti; i krinoidi ("morski škorpioni"), koji su skoro izumrli ali su kasnije postali obilati i raznoliki.
Skupine koje su imale najviše stope preživljavanje imale su aktivnu kontrolu cirkulacije, elaborirane mehanizme izmjena plina i laganu kalcifikaciju; organizmi s teškom kalcifikacijom su bile najteže pogođene. Amonoidi, koji su bili u opadanju 30 milijuna godina, od sredine Devona, su pretrpjeli veliko izumiranje. Prema nekim teorijama, faktori u okolišu su utjecali na istrebljenje velikih brojeva istih. Raznolikost i disparitet amonoida je padao sve do P–Tr granice; izumiranje je bilo neselektivno da bi tijekom Trijasa raznolikost opet porasla, ali je disparitet ostao nizak.

### Kopneni beskralježnjaci
Perm je imao veliku bioraznolikost kukaca i drugih beskralježnjaka, među njima i najveće kukce koji su ikada postojali. Ovo izumiranje je jedino poznato masovno izumiranje kukaca, u kojoj je osam ili devet redova kukaca izumrlo dok je deset njih smanjena raznolikost. Palaeodictyopteroidi (insekti s ustima za ubadanje i sisanje) su počeli da opadaju tijekom sredine Perma, a neki smatraju da su ova istrebljenja povezani s promenom flore. Najveći pad desio se u kasnom Permu i vjerojatno nije direktno izazvana cvetnom tranzicijom uzrokovanom vremenom.
Većina fosila kukaca pronađenih nakon P-Tr izumiranja se značajno razlikuje od onih prije te katastrofe. Kukci Paleozoika nisu otkriveni u nalazištima nakon P-Tr granice, izuzev Glosselytrodea, Miomoptera i Protorthoptera. Exopterygota, monurani, paleodictyopteroidi, protelytroptera i protodonata su izumrli s krajem Perma. U kasnijim nalazištima iz Trijasa, fosili se uvelike sastoje od modernih fosilnih skupina kukaca.

### Kopnene biljke

#### Odgovor biljnog ekosustava
Geološka nalazišta kopnenih biljaka iz tog razdoblja su rijetka, te se temelje većinom na istraživanjima peluda i spora. Zanimljivo, biljke su bile relativno imune na to masovno izumiranje, u odnosu na stupanj razine porodica. Čak se i smanjenje raznolikosti vrsta (oko 50%) može objasniti procesima tafonomije. Ipak, dogodio se masovno restrukturiranje ekosustava, u kojoj je bogatstvo biljaka i njihova raspodjela drastično promijenjena.
Razne tadašnje dominantne biljne skupine su se promijenile dok su druge zamijetile drastično opadanje. Dominantni rodovi gymnosperma su zamijenjeni lycophytima koji su ponovno kolonizirali velika područja.
Velike šume su izumrle te su zamijenjene manjim, zeljastim biljkama, paralelno sa smanjivanjem morske makrofaune. Oporavak je trajao uz prekide i nova opadanja; te cikličke promjene događaju se rutinski tijekom i nakon raznih razdoblja izumiranja. Ova promjena između drvene i travaste biljke ukazuju na kronični stres u okolišu koji je doveo do gubitka velikog dijela vrsta drvenih biljaka. Oporavak velikih šuma traja je oko 4–5 milijuna godina.

#### Manjak ugljena
Nisu poznata nalazišta ugljena iz ranog Trijasa, a ona iz srednjeg Trijasa su tanka. Ovaj "izostanak ugljena" je bio središte raznih rasprava. Jedna teorija pretpostavlja da su se razvile nove, agresivnije vrste gljiva, kukaca i kralježnjaka te koje su razgadile ili pojele velike količine drveta. Ovi rastavljači su i sami pretrpjeli velike gubitke vrsta tijekom izumiranja, te se smatra da nisu uzrok manjka ugljena. Može biti da su sve biljke koje tvore ugljen jednostavno izumrle tijekom tog razdoblja te je trebalo i do nevjerojatnih 10 milijuna godina dok se nove vrste biljaka nisu prilagodile vlažnim i kiselim tresetima. S druge strane, postojali su i neživi faktori, kao što je smanjivanje kišnice ili povećanje klastičnih taloga. Napokon, također je istina da ima jako malo otkrivenih taloga bilo kakve vrste iz ranog Trijasa, pa je stoga moguće da je manjak ugljena jednostavno odraz takvog općenitog manjka. Postoji i mogućnost da je ekosustav koji proizvodi ugljen možda reagirao na promjene uvjeta time što se premjestio u područja u kojima još nemamo nikakvih nalaza taloga iz ranog Trijasa. Interesantno je napomenuti da nalazišta ugljena u Australiji i Antarktici nestaju značajno prije P–Tr granice.

### Kopneni kralježnjaci
Postoji dovoljno dokaza koji ukazuju da je preko 2/3 kopnenih vodozemaca porodice labyrinthodonti, sauropsidi ("gmazovi") i therapsidi ("gmazovi nalik sisavcima") izumrli. Veliki biljojedi također su pretrpjeli velike gubitke. Gmazovi anapsidi su izumrli, izuzev porodice Procolophonidae. Pelycosaursi su izumrli prije kraja Perma. Premalo fosila diapsida iz Perma je otkriveno kako bi potkrepilo bilo kakav zaključak o učinku istrebljenja diapsida u Permu (iz koje su se razvili gušteri, zmije, krokodili, dinosauri i ptice). Čak i preživele skupine su imale vrlo velike gubitke, a neke kopnene skupine kralježnjaka su skoro izumrle na kraju Perma. Neke skupine nisu dugo preživele nakon tog razdoblja, dok su se druge oporavile i postale raznolike i rasprostranjene. 

### Moguća objašnjenja obrazaca
Najranjiviji morski organizmi su oni koji su imali tvrda dijelove od vapnenca (npr., od kalcijevog karbonata) i imali malene stope metabolizma te slabe respiratorne sustave—osobito spužve i koralji; oko 81% svih rodova je izumrlo. Bliski rođaci bez tvrdih vapnenih dijelova, primjerice moruzgve, od kojih su se razvili moderni koralji. Životinje s dobro razvijenim stopama metabolizma, respiratornih sustava i tvrdih dijelova bez vapnenca su imale zanemarive gubitke—izuzev konodonta kod kojih je 33% rodova izumrlo.
Ovaj obrazac je dosljedan s učincima hipoksije, nedostatkom ali ne i potpunim izostankom kisika. Ipak, to nije mogao biti jedini uzrok pogibelji morskih organizama. Skoro sve vode epikontinentalnog pojasa su morale postati iznimno hipoksične kako bi se objasnio tako velik obim izumiranja. Modeli kasnog Perma i ranog Trijasa pokazuju značajan ali ne i dugotrajan pad razine kisika. Ipak, pad razine kisika se prema nekim modelima ne poklapa sasvim s izumiranjem tadašnjih vrsta.
Promatrani obrazac morskih izumiranja se poklapa i s velikim povećanjem ugljikovog dioksida (CO2), koji može smanjiti koncentraciju karbonata u vodi time da ih "istisne", što dalje povećava poteškoću stvaranja tvrdih dijelova karbonata. Morski organizmi su osetljivi na promjenu razine CO2 nego kopneni organizmi zbog raznih razloga. CO2 je 28 puta topljiviji u vodu nego u zraku. Morske životinje uglavnom funkcioniraju s nižim razinama CO2 u tijelima nego kopnene životinje, pošto uklanjanje CO2 u životinja ometa potreba za plinom da prođe kroz respiratorni sustav membrana (pluća, dušnik i dr.). Kod morskih organizama, skromno ali dugotrajno povećanje CO2 ometa sintezu proteina, smanjuje stopu plodnosti te stvaraju deformiranje u tvrdim dijelovima tijela od vapnenca. Povećanje CO2 povećava i kiselost oceana.
Teško je detaljno analizirati stopu preživljavanja kopnenih organizama zbog manjka fosila. Kukci Trijasa su drugačiji od kukaca u Permu, ali postoji manjak fosilnih nalazišta kukaca u rasponu od 15 milijuna godina od kasnog Perma do ranog Trijasa. Najbolja nalazišta su u Južnoj Africi. Ipak, analize fosilnih nalazišta rijeka ukazuju na pomak od meandrirajućih obrazaca do opletenih riječnih obrazaca, što ukazuje na iznenadno sušniju klimu. Promjena klima je trajala oko 100.000 godina.

## Biološki oporavak
Istraživanje objavljeno 2006. ukazuje da je specijaliziranim životinjama koje su tvorile složenije ekosustave, s visokom bioraznolikošću, trebalo dugo dok se nisu oporavile. Smatra se da su razlog tome i nasljedni valovi izumiranja, koji su produžili stres za organizme, što je trajalo do ranog Trijasa. Istraživanja ukazuju na to da oporavak nije počeo sve do početka sredine Trijasa, 4 do 6 milijuna godina nakon izumiranja; drugi pak navode kako oporavak nije dovršen sve do 30 milijuna godina nakon katastrofe izumiranja.
Jedno istraživanje ukazuje na to da su površinske temperature tadašnjih oceana dosegle čak 40°C, što objašnjava tako dugo razdoblje oporavka jer je bilo prevruće za preživjeti.
Tijekom ranog Trijasa (4–6 milijuna godina nakon P–Tr izumiranja), biomasa biljaka bila je nedovoljna za stvaranje nalazišta ugljena, što bi značilo da je bilo i ograničene hrane za biljojede. Istraživanja ukazuju da je vegetacija bila oskudna dugo vremena.
Oportunistički organizmi koji iskorištavaju razdoblje katastrofe iskoristili su i razoren ekosustav te uživali privremeno povećanje populacije. Microconchidi su dominantna komponenta inače izgladnjenih saziva ranog Trijasa. Primjerice, Lingula (brachiopod); stromatoliti koji su bili ograničeni u marginalnom okruženju od Ordovicija; Pleuromeia (malena biljka korova); Dicroidium (sjemenjača).

### Promjene u morskom ekosustavu
Prije izumiranja, oko 2/3 morskih životinja bilo je sesilno, tj. nepokretno i pričvršćeno za dno, ali tijekom Mezozoika, tek je oko polovice istih bilo sesilno, dok su ostale bile slobodne po gibanju. Analize morskih fosila iz tog razdoblja ukazuju na smanjivanje sesilne faune, među kojima su i ramenonošci i morski ljiljani, te povećanje složenijih mobilnih vrsta, kao što su puževi i rakovi.
Prije masovnog izumiranja u Permu, i složeniji i jednostavniji ekosustavi bili su jednako česti, no nakon oporavka, složenije zajednice su postale brojnije od jednostavnijih u omjeru tri naprema jedan, te je pritisak predatora doveo do pojma poznatog kao morska revolucija u Mezozoiku.
Školjke su bile česte prije P–Tr izumiranja, ali su postale rasprostranjene u Trijasu. Istraživači smatraju da se ova promjena dogodila u rasponu od 5 milijuna godina između dva razdoblja izumiranja.
Krinoidi ("morski ljiljani") su pretrpjeli veliko izumiranje, što je dovelo do smanjivanja raznolikosti njihove forme. Njihova je adaptivna radijacija bila brza i dovela do razvijanja fleksibilnih ruka, a pokretnost im je također postala izražajnija zbog pritiska predatora.

### Kopneni kralježnjaci
Lystrosaurus, biljojed veličine svinje, je činio čak 90% udjela kopnene faune kralježnjaka najranijeg Trijasa. Manji primjeri vrste cynodontia therapsida je također preživjelo, uključujući pretke sisavaca. Primjeri vrste therocephalia - Tetracynodon, Moschorhinus i Ictidosuchoides - su preživjele, ali nisu bili česti u Trijasu.
Archosauria (među kojima su i preci dinosaura i krokodila) su isprva bili rjeđi od therapsida, ali su ubrzo počeli potiskivati ih sredinom Trijasa. Sredinom i krajem Trijasa, dinosauri su se razvili iu jedne skupine archosauria, te posali dominantne kopnene vrste ostatka Mezozika. Ovo preuzimanje u Trijasu je možda doprinijelo razvoju sisavaca, jer je prisililo preživjele therapside i mammaliforme da žive noćnim životom i love kukce, te su stoga razvili krzno i višu razinu metabolizma.
Neki su se vodozemci također brzo oporavili.
Kopnenim kralježnjacima je trebalo dugo da se oporave. M. J. Benton procjenjuje da oporavak nije završio do 30 miljuna godina od izumiranja, tj. do kasnog Trijasa, u kojemu su dinosauri, pterosauri, krokodili, archosauri, vodozemci i mammaliformi bili obilati i raznoliki.

## Mogući razlozi izumiranja
Pronaći glavni uzrok tadašnjeg izumiranja je teško utvrditi, većinom zato što se katastrofa odigrala prije preko 250 milijuna godina te je većina povijesnih dokaza o njoj uništena ili je skrivena duboko u Zemljinom sloju. Morsko dno se također potpuno reciklira svakih 200 milijuna godina, te stoga nema korisnih indikacija ispod oceana. Ipak, znanstvenici su iznijeli nekoliko teorija o toj kataklizmi. Među njima su bolidni pad meteora ili kometa, povećani vulkanizam ili iznenadno izbacivanje metanovog klatrata iz morskog dna. Ovaj potonji uključuje i promjene razine mora, hipoksiju te povećanje suhe klimu. Bilo kakva hipoteza morala bi objasniti i selektivnost događaja, koja je ponajviše pogodio organizme koje imaju kosture od kalcijevog karbonata, dugo razdoblje (4 do 6 milijuna godina) prije nego što je počeo oporavak, te minimalni opseg biološke mineralizacije prije početka oporavka.

### Pad meteora ili kometa
Dokazi o padu asteroida kada je počelo K-T izumiranje je dovelo do rasprave o tome da li su slični događaji potaknuli i druga izumiranja. Neki dokazi koji bi mogli upućivati na udarni krater iz P–Tr granice uključuju tzv. "šokirani kvarc" u Australiji i Antarktici; plinovi fulerena; fragmenti meteora na Antarktici; te žitarice bogate željezom, niklom i silikonom, koje su možda nastale udarom. Ipak, ispravnost i relevantnost ovih nalaza je osporavana. Kvarc iz Grafitnog vrha na Antarktici, primjerice, koji se nekoć smatrao  "šokiranim", je bio ponovno analiziran te se došlo do drugog zaključka, da ima takva svojstva zbog plastične deformacije, što je u skladu s tektonskim okruženjem kao što je vulkan.
Moguće lokacije za krater su Bedout na sjeverozapadu Australije i mogući krater Wilkesova zemlja na istoku Antarktike. Ipak, ova teorija se često kritizira. U slučaju Wilkesove zemlje, dob tog navodnog kratera je vrlo nepouzdana te je možda nastala tek nakon P-Tr izumiranja.
Čak i ako je krater kriv za P–Tr izumiranje, vjerojatno više ne postoji. Pošto je 70% Zemljine površine more, asteroid ili komet ima stoga i 70% šanse pasti u oceane nego na tlo. Isto tako, kora morskog dna se potpuno promijeni svakih 200 milijuna godina zbog subdukcije. Subdukcija ipak nije potpuno prihvaćena kao objašnjenje za nepostojanje dokaza o krateru: kao i kod K-T izumirannja, trebala bi biti izbačena naslaga bogata iridijumom koja bi se formirala s vremenom.  
Privlačnost udarnih teorija leži i u tome što bi mogle objasniti pokretanje paralelnih okidača drugih izumiranja, kao što su erupcije sibirskih klopki. Iznenadnost udara bi objasnilo i zašto se vrste nisu prilagodile promjenama koje nastaju polagano ili nisu globalne.

### Vulkanizam
Krajem Perma odigrala su se dva događaja bujice bazalta. Manji, Emeishanini trap u Kini, dogodio se istodobno kao i izumiranje krajem Guadalupiana, na području koje je tada bilo blizu ekvatoru. Erupcija bujice bazalta stvorila je Sibirske trape onime što je bila najjača vulkanska aktivnost ikada zabilježena u Zemljinoj povijesti, koja je pokrila preko 2.000.000 km2 površine lavom. Isprva se smatralo da su erupcije oko Sibirskih trapa trajale milijunima godinama, ali novija istraživanja ih stavlja u razdoblje negdje 251,2 ± 0,3  milijuna godina — odmah prije kraja Perma.
Erupcije Emeishanovih i sibirskih trapa su možda uzrokovale oblake prašine koji su blokirali dotok Sunca te poremetili fotosintezu biljaka, što je pak moglo dovesti do kolapsa hranidbenog lanca. Moguće je da su uzrokovale i kisele kiše koje su ubile biljni život, mekušce i planktone koji su imali oklope od kalcijevog karbonata. Erupcija je mogla izbaciti i velike količine CO2 te dovesti do  globalnog zatopljenja.